# アンナ・イーストエデン
アンナ・イーストエデン（Anna Easteden, 1976年11月29日 - ）は、フィンランド出身のアメリカ人の女優。

## 来歴
フィンランドのトホマヤドリ (en:Togmajarvi) で成功した酪農家であったアンナ・カタリナ・シェメイッカの娘として生まれる。アンティという名前の弟がいる。15歳になるまでフィンランドで育つ。公立学校での成績はとても優れ、クラスの中で最年少で卒業する。

### モデルとしてのキャリア
イーストエデンはフィンランドのモデル学校を12歳で卒業し、すぐに最初の仕事を得る。フィンランドで人気のあるティーンエイジャー雑誌、「SinaMina」が開催したナショナル・コンテストにアナ・シェメイッカの名前で優勝した後、最初の雑誌のカバーに登場する。
そして、まだ10代の頃に日本のモデルエージェンシーから最初のインターナショナル契約を打診され、東京に拠点を移す。東京では、カネボウ、ソニー、ニッセン、ワコール、オリコン、NECそしてLuxなどの企業の広告に登場する。デザイナー、Akira Kimijimaの専属モデルとなり、日本の化粧会社のモデルとなる。
また、香港、台湾、韓国、シンガポール、マレーシア、インドネシア、ニュージーランド、スロバキア、グアム、そしてアメリカでもモデルとして活躍する。アメリカではエイボン、フェラガモ、カルバン・クライン、en:XOXO、エルメス、ディーセル、ポニー、T-モバイル、Toyoタイヤ、マイケル・アントニオ、ジョッキー、アッシュワース、コールズ、ニッサン、ビクトリアズ・ブライダル、ゴッチョークス、アンナズ・リネンズ、パジャマグラムス、リオ・ホテル、マリ・クレール、シボレー、スー・ウォン、コーヒービーンズ・アンド・ティーリーフなどの広告に出演する。

### 女優としてのキャリア
イーストエデンは女優としてのキャリアを日本、台湾、そしてアメリカでのテレビCMから始める。彼女の最初の出演作品はシカゴのDowner's Grove Tivoli劇場 (en) での舞台『眠れる森の美女』での眠り姫役。また、Who Wants to Be a Superheroの悪役、『ビースティング』への出演でも知られている。他のテレビ出演作には『Bones』Passions、『デイズ・オブ・アワ・ライブス』がある。

### 人道主義者としての活動
スロバキアのブラチスラヴァ（スロバキアの首都）にて国連難民高等弁務官事務所 (United Nations High Commissioner for Refugees, UNHCR) のリサーチャーとして活動。人権保護の為にヨーロッパ各国の法律、亡命手順においての様々な状況などの比較研究を行い、Slovak National Asylum Legislationの立法に貢献する。また、自由で公平な選挙のための「Citizen Campaign 'OK '98'」でも活動を行い、現在もFoundation for a Civil Society (USA) と共に、ブラティスラバでの活動を続けている。

### 私生活
2007年にアメリカンフットボールコーチ、ロブ・マッキンリーと結婚。ロサンゼルス在住。

### メディアでのインタビュー
ルイス・ベラッカス (Louis Velazquez) がホストを務めるUCWのラジオ番組で個人的インタビューに応じたものが放送されたほか、UCWの公式ホームページ上でインタビュー内容の全文が閲覧可能になっている。

## 主な出演作品
| 公開年 | 邦題 (原題)                                    | 役名               | 備考                                                  |
| ------ | ---------------------------------------------- | ------------------ | ----------------------------------------------------- |
| 2001   | Inside Schwartz                                | Golf Date          | テレビシリーズ。NBCによるプロモーション               |
| 2002   | Law & Order                                    | 映画女優ポスター   | テレビシリーズ                                        |
| 2003   | Let's Make a Deal                              | 最後の女優         | テレビゲームショー                                    |
| 2003   | デイズ・オブ・アワ・ライブス Days Of Our Lives | フランソワーズ     | テレビシリーズ、エピソード:#1.9717に出演              |
| 2004   | Casting About                                  | Herself            |                                                       |
| 2005   | Happy Endings                                  | Maimee（2役）      |                                                       |
| 2005   | 3 Wise Women                                   | Dorothy Snapp      |                                                       |
| 2006   | Bones                                          | ポリーナ・デッカー | テレビシリーズ、エピソード:The Woman in the Carに出演 |
| 2007   | Who Wants to Be a Superhero?                   | Bee Sting          | テレビシリーズ                                        |
| 2007   | John from Cincinnati                           | Beer Model Cutout  | テレビシリーズ                                        |
| 2007   | You're So Dead                                 | Robin DeBiggers    |                                                       |
| 2008   | Passions                                       | ジュリアンの看護婦 | テレビシリーズ                                        |
| 2009   | The House of Branching Love                    | Nina               |                                                       |
| 2009   | サイドウェイ Sideways                          | アリー             |                                                       |
| 2010   | A Voice In The Dark                            | Harriet            |                                                       |